# Toppkullaberget (naturreservat)
Toppkullaberget är ett naturreservat i Kinda kommun i Östergötlands län.
Området är naturskyddat sedan 2019 och är 34 hektar stort. Reservatet ligger norr om Övre Fölingen. Reservatet består av ett brant långsträckt berg med gammal tallskog och tallhällmarker samt nedanför berget blandskogar, sumpskogar, granskogar och lövskogar med asp och ädla lövträd.